# Plastic Noise Experience
Plastic Noise Experience, kurz PNE, ist ein Musikprojekt, das Ende des Jahres 1989 von Claus Kruse und Stephan Kalwa (alias Your Schizophrenic Pal) in Minden gegründet wurde. Es ging aus dem Vorgängerprojekt Plastic Error hervor, das Claus Kruse etwa zwei Jahre lang als Soloprojekt führte.

## Biografie

### Zeit des Aufbruchs
1987 gründete Claus Kruse das Projekt Plastic Error. Unter diesem Namen entstanden die drei Demo-Tapes „Grundriß“, „Existence“ und „Forever“, die das Fundament des späteren Zweimannprojekts Plastic Noise Experience bildeten.
1989 lernte Kruse in einer kleinen Diskothek in Minden (Nordrhein-Westfalen) Stephan Kalwa kennen. Beeinflusst von Musikprojekten wie Kraftwerk, The Klinik oder Vomito Negro, gründeten sie Ende desselben Jahres Plastic Noise Experience. Ihren ersten Live-Auftritt vollzogen PNE am 5. Januar 1991 auf der Schlachthof-Party in Bremen.
Nach 5 Kassettenveröffentlichungen und einigen Compilation-Beiträgen erschien im Februar 1992 das erste Album „Transmission“ auf GA Records. Die Musik war zu dieser Zeit sehr rhythmisch, hart und tanzbar, wodurch sich Tracks wie Kill The 6, Memoryflow, Tateinheit oder Gold schnell in den Diskotheken etablieren konnten.
Es folgten die Maxi-CD „Gold“ und die strikt limitierte Doppel-CD „PNE Box“, u. a. mit einer Cover-Version des Bronski-Beat-Klassikers Smalltown Boy, die jedoch nur live ein kleiner Erfolg wurde und in einer früheren Fassung bereits 1987 zu Plastic Error-Zeiten entstanden ist.
Vielmehr ließen sich durch die Doppel-CD zwei weitere Titel als Club-Hits ins Rennen schicken: Gold (Extended Remix), eine erweiterte Version des Originaltracks, und Ritual, einem Track in deutscher Sprache, der lediglich mit 3 kurzen Sätzen auskam und bereits 1991 auf der Compilation „Art & Dance Vol. 1“ veröffentlicht wurde. Eine Live-Version von Ritual wurde zudem am 14. Dezember 1992 im Haus der Jugend (Osnabrück) durch Gin Devo von Vomito Negro mitgeschnitten und erschien 1993 auf der 3-Track-Compilation „Art & Dance Vol. 3 - Live“.
Nachdem die „PNE Box“ vergriffen war, wurde ein Teil der dort enthaltenen Tracks erneut unter dem Namen „Smalltown Boy“ als reguläre EP herausgebracht. Hier sind u. a. der Kraftwerk-lastige Track One Way Order oder auch Serious Times zu hören, ein Synthiepop-Song, der PNE erstmals von der sanften Seite zeigte.

### Wechsel zu KK Records
Am 26. Dezember 1992 absolvierten PNE beim Dark X-Mas-Festival in der Biskuithalle in Bonn den wohl spektakulärsten Auftritt ihrer bisherigen Laufbahn: Zur Verwunderung des Publikums sang Claus Kruse hier den The Klinik-Klassiker Moving Hands im Duett mit Dirk Ivens (Klinik, Dive). Auch dieser kleine Überraschungseffekt wurde live festgehalten und 1994 auf der Compilation „Living For Music“ einer breiteren Masse zugänglich gemacht.
Bei dieser Gelegenheit unterzeichneten PNE einen neuen Vertrag und wechselten von GA Records zu dem in Belgien beheimateten Label KK Records. Es erschien die für Promotionzwecke veröffentlichte Mini-CD „Zwischenfall“, die offiziell am 16. April 1993 nur bei einer Video-Präsentation in der Bochumer Szene-Diskothek Zwischenfall in Umlauf gebracht wurde. Die Disc beinhaltete hauptsächlich unveröffentlichtes Material aus alten Tagen, wobei sich Shadows On The Skyline erneut als kleiner Club-Hit erwies.
Daran anschließend kamen das zweite Album „String Of Ice“ und die EP „Visage de Plastique“ auf den Markt, die jedoch nicht an den Erfolg der vorangegangenen Veröffentlichungen anknüpfen konnten. Trotz der Tracks String Of Ice und Dream Destructor, bei denen das Clubhit-Potential durchaus vorhanden war, wurden an dem Album vor allem die fehlende Spontanität und Härte bemängelt. Hinzu kamen das anspruchslose Layout und die katastrophale graphische Umsetzung des CD-Inlays. Lediglich Visage de Plastique von der gleichnamigen EP schien sich durch den weiblichen Sprechgesang in französischer Sprache von den restlichen Tracks dieser Ära positiv abheben zu können.
Es folgte eine Europa-Tournee durch Belgien, Dänemark, Deutschland, Frankreich und Tschechien. 1994 lizenzierte KK Records die Alben von PNE an das amerikanische Label Van Richter Records weiter. Dort wurden allerdings mehrere Tracks selektiert. Das Album „String Of Ice“ und die EP „Visage de Plastique“ wurden somit auf 14 Tracks reduziert und als Einzel-CD unter dem Titel "-196 °C" veröffentlicht.

### Auszeit
1995 sollte das Jahr der vorerst letzten Veröffentlichung von PNE in Form einer Doppel-CD sein. Unter dem Titel „Transmitted Memory“ legten GA Records das bis dahin vergriffene Album „Transmission“ von 1992 neu auf. Die Bonus-CD „Keep In Memory“ enthielt vor allem Sampler-Tracks und unveröffentlichtes Material, u. a. auch die Tracks Ritual, Gold (Extended Remix) sowie das krachige Touch Your Skin.
Auch Van Richter Records schienen Interesse an dem alten Material anzumelden, ebenso an den Titeln der „Smalltown Boy“ EP. Wieder wurde ein Teil der Tracks aussortiert, die 3 CDs „Transmission“, „Keep In Memory“ und „Smalltown Boy“ auf eine einzelne CD mit 20 Titeln zusammengestampft und unter dem Titel „Neural Transmission“ veröffentlicht. Insgesamt fielen 11 Tracks der Selektion zum Opfer und wurden somit nicht für den amerikanischen Markt freigegeben.
In diesem Jahr interpretierten PNE u. a. auch den Track D-ranged für das Osnabrücker Elektro-Duo Paracont (ehemals Paralised Control) neu. D-ranged in seiner Originalfassung erschien bereits 1 Jahr zuvor auf dem Paracont-Album „Zoom“ und sollte nun in einer neuen Version auf der geplanten Maxi „Do It!“ Platz finden. Diese Maxi wiederum kam allerdings nie auf den Markt und so landete D-ranged letztendlich erst 2 Jahre später als gelungene Cover-Version auf dem 1997er PNE-Album „Rauschen“.

### Das Comeback
1997, als kaum noch jemand mit einer Rückkehr von PNE rechnete, kündigten KK Records das neue Album „Rauschen“ an. Zu diesem Album gab es 2 Auskopplungen: „Digital Noise“ und „City Of Lies / In Your Mind“. Bereits zu dieser Zeit war der Markt durch seine Veröffentlichungen kaum mehr zu überblicken. Zusätzlich hatte sich über die Jahre hinweg auch die Zielhörerschaft in Deutschland stark verändert. In der 1997er Novemberausgabe des Musikmagazins Orkus ließ Rezensent Alexander Maciol das gesamte Werk als altbacken durchfallen und warf PNE vor, bei den britischen Techno-Musikern Underworld gesamplet zu haben, was Claus Kruse jedoch in mehreren Interviews vehement abstritt.
Dass der Prophet im eigenen Lande nichts gilt, sollte sich spätestens ab hier bemerkbar machen: Während man in Deutschland in Bezug auf das Comeback eher unbeeindruckt blieb, zeigte sich vor allem das Ausland an der Musik des Duos interessiert. Es verwundert somit nicht, dass auch das Debüt von Claus Kruses Nebenprojekt Sonic Unit dort kaum Beachtung fand. Es folgte die limitierte CD-R „Raw Cuts, Demos & Tapes Part 1“, eine Eigenproduktion mit 16 zuvor unveröffentlichten Tracks, als kleines Dankeschön an die verbliebenen Fans.
Auf der Bühne konnte man nunmehr auch zwei neue Gesichter bewundern: die beiden Musiker Steffen Gehring (Hauptprojekt: Technoir) und René Raasch (Hauptprojekt: Cyber, später Cysonic) kamen hinzu, um PNE live zu unterstützen.
2013 erschien mit der EP "Control" ein ausschließlich mit 12’’-Versionen versehenes Album, das sich an den musikalischen Ursprüngen des Projekts orientiert und unter anderem Remixe durch die Armageddon Dildos und Vomito Negro enthält.

## Veröffentlichungen
- 1990: Mission Memory (MC)
- 1990: Gold (MC)
- 1991: Our Land, Our Lie (MC, Glasnost Records)
- 1991: Mission Memory / Gold (MC)
- 1991: The Black Tape (MC)
- 1992: Transmission (LP, GA Records, GAR LP 002)
- 1992: Transmission (CD, GA Records, GAR CD 005)
- 1992: Gold (CDM, GA Records, GAR MCD 004)
- 1992: The Black Box [Limited Edition] (DCD, GA Records, GAR BOX 011)
- Disc One: Smalltown Boy (by PNE) (CDM, GA Records, GAR EP 010)
- Disc Two: Man To Man (by Gaytron) (CDM, GA Records, GOR MCD 006)
- 1992: Smalltown Boy (EP, GA Records, GAR EP 010 / EFA 06311)
- 1993: Zwischenfall [Promo, Limited Edition] (3"CD, KK Records, KK 104)
- 1993: String of Ice (CD, KK Records, KK 101 CD)
- 1993: Visage de Plastique (EP, KK Records, KK 108 MCD)
- 1994: -196 °C (CD, Van Richter Records, VR 1003)
- 1995: Transmitted Memory (DCD, GA Records, GAR DCD 035)
- Disc One: Transmission (CD, GA Records, GAR CD 035-1)
- Disc Two: Keep In Memory (CD, GA Records, GAR CD 035-2)
- 1995: Neural Transmission (CD, Van Richter Records, VR 1006)
- 1997: Rauschen [Promo] (CD, KK Records, KK 170 CD)
- 1997: Rauschen (CD, KK Records, KK 170 CD)
- 1997: Digital Noise (CDM, KK Records, KK 171 CD)
- 1997: City of Lies / In Your Mind (CDM, KK Records, KK 172 CD)
- 1997: Raw Cuts, Demos & Tapes Part 1 (CD-R, Alpha Dial Music, CD 004)
- 2004: Maschinenraum [Limited Edition] (EP, Alfa Matrix, AM 1036 EPCD)
- 2004: Maschinenmusik [Limited Edition] (DVD-Box, Alfa Matrix, AM 2031 DCD Ltd)
- Disc One: Maschinenmusik (CD, Alfa Matrix, AM 1031 CD)
- Disc Two: Live (DVD, Alfa Matrix)
- 2004: Maschinenmusik (CD, Alfa Matrix, AM 1031 CD)
- 2004: Maschinenmusik (CD, Metropolis Records, MET 340)
- 2005: Noised (CD, Van Richter Records, VR 1020)
- 2006: Dead or Alive (CD, Alfa Matrix, AM1068CD)
- 2006: Dead or Alive / Transmission Completed [Limited Edition, 500 Copies] (DCD, Alfa Matrix, AM-2068DCD)
- 2013: Control (EP)
- 2014: Therapy (CD/DCD)

## Seitenprojekte
- Cysonic
- Gaytron
- Serpents
- Sonic Unit